# Tamara Alves

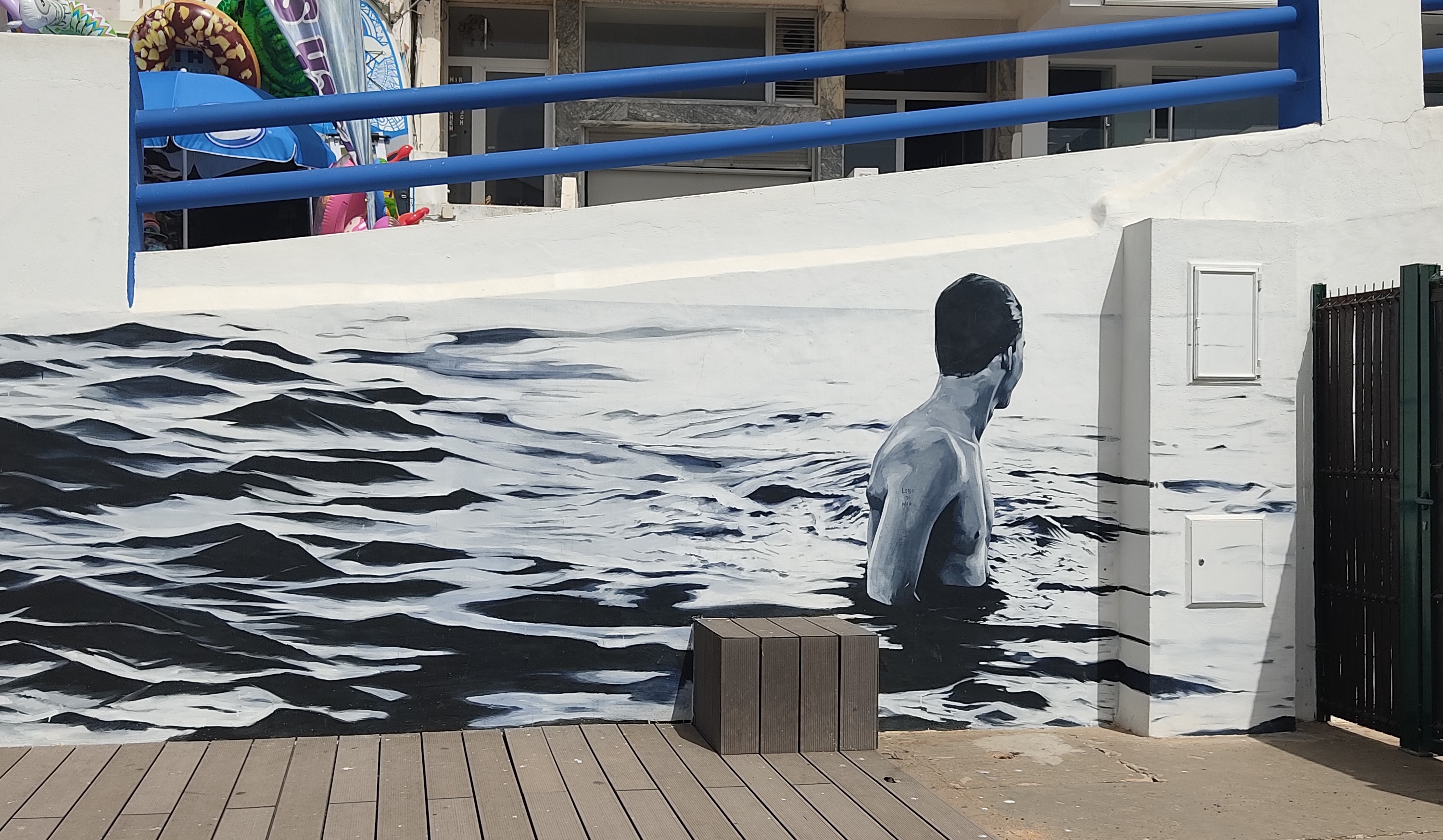
Mural Lobos do Mar, de Tamara Alves em Carvoeiro, 2022

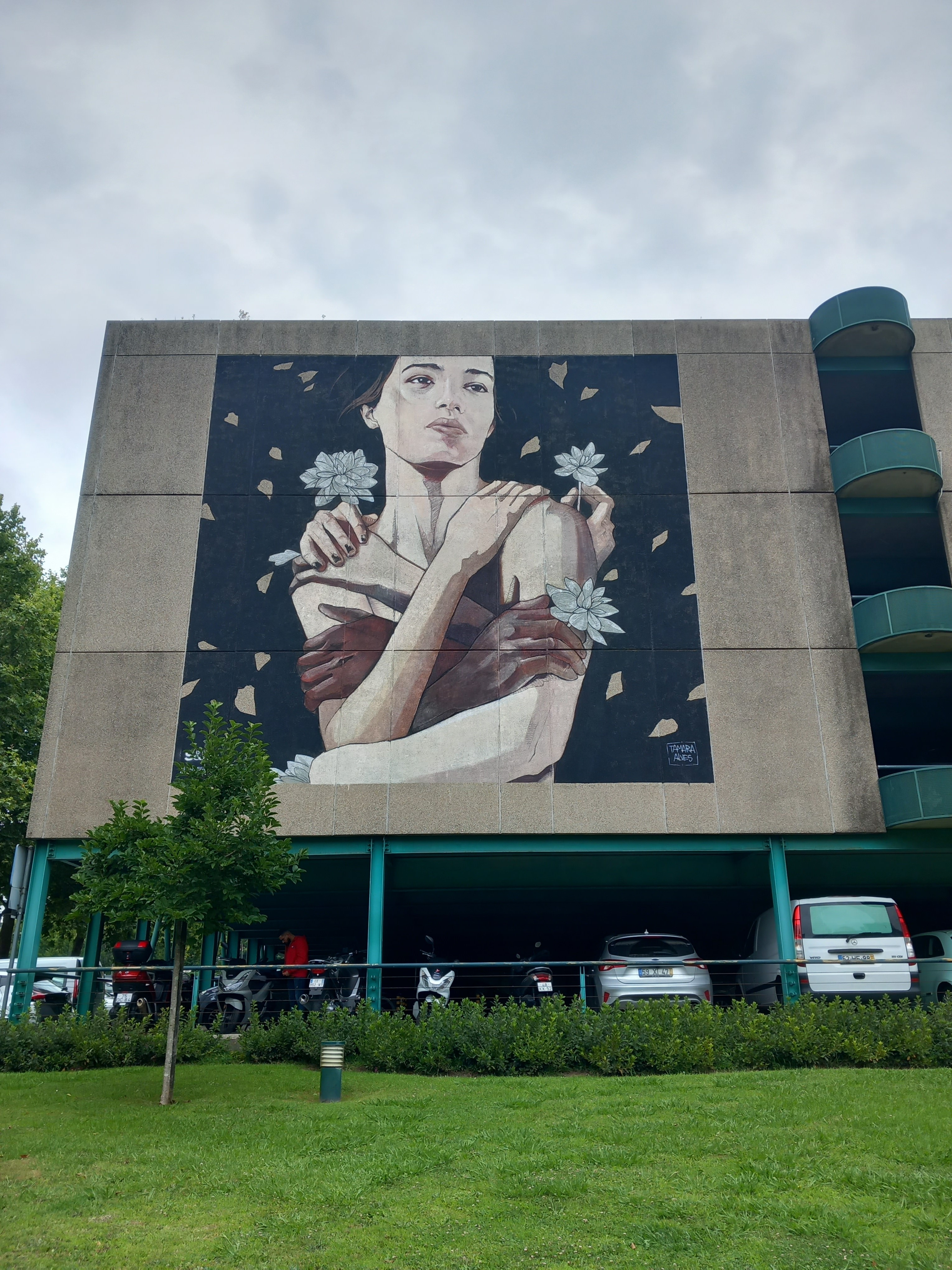
Mural pintado por Tamara Alves, no parque de estacionamento da Trindade, no Porto.

Tamara Alves (Portimão, 18 de Agosto de 1983) é uma artista visual, muralista, ilustradora e tatuadora..

## Percurso
Tamara Alves, nasceu em Portimão a 18 de Agosto de 1983, é filha de dois pintores e, como tal, começou a pintar quando ainda era criança. 
Licenciou-se em 2006 em Artes Plásticas na Escola Superior de Arte e Design (ESAD), nas Caldas da Rainha e fez, em 2008, o Mestrado em Práticas Artísticas Contemporâneas na Faculdade de Belas Artes da Universidade do Porto (FBAUP), onde apresentou uma das primeiras dissertações de tese sobre activismo plástico em contexto urbano, intitulada “Public Activism in the Urban Context”. 
Tamara Alves tem participado, desde 2000, em vários projectos, exposições individuais e colectivas e intervenções de arte urbana, de norte a sul de Portugal, e muitas vezes inspirada na poesia da ‘Beat Generation’ e nos filmes de David Cronenberg.
A sua exposição "When the Rest of the World has Gone to Sleep" esteve presente na Galeria Underdogs, entre 24 de Janeiro e 7 de Março de 2020, em Lisboa, Portugal. Foi inspirada na tranquilidade nocturna do seu atelier, numa fuga à velocidade e azáfama das ruas.
Em Junho de 2017, Alves participou do Loures Arte Pública, projeto de arte urbana da Câmara de Loures, quando pintou um dos cinco autocarros da Rodoviária de Lisboa junto dos artistas Andreia Maeve, Glam, Ozearv e Raf.

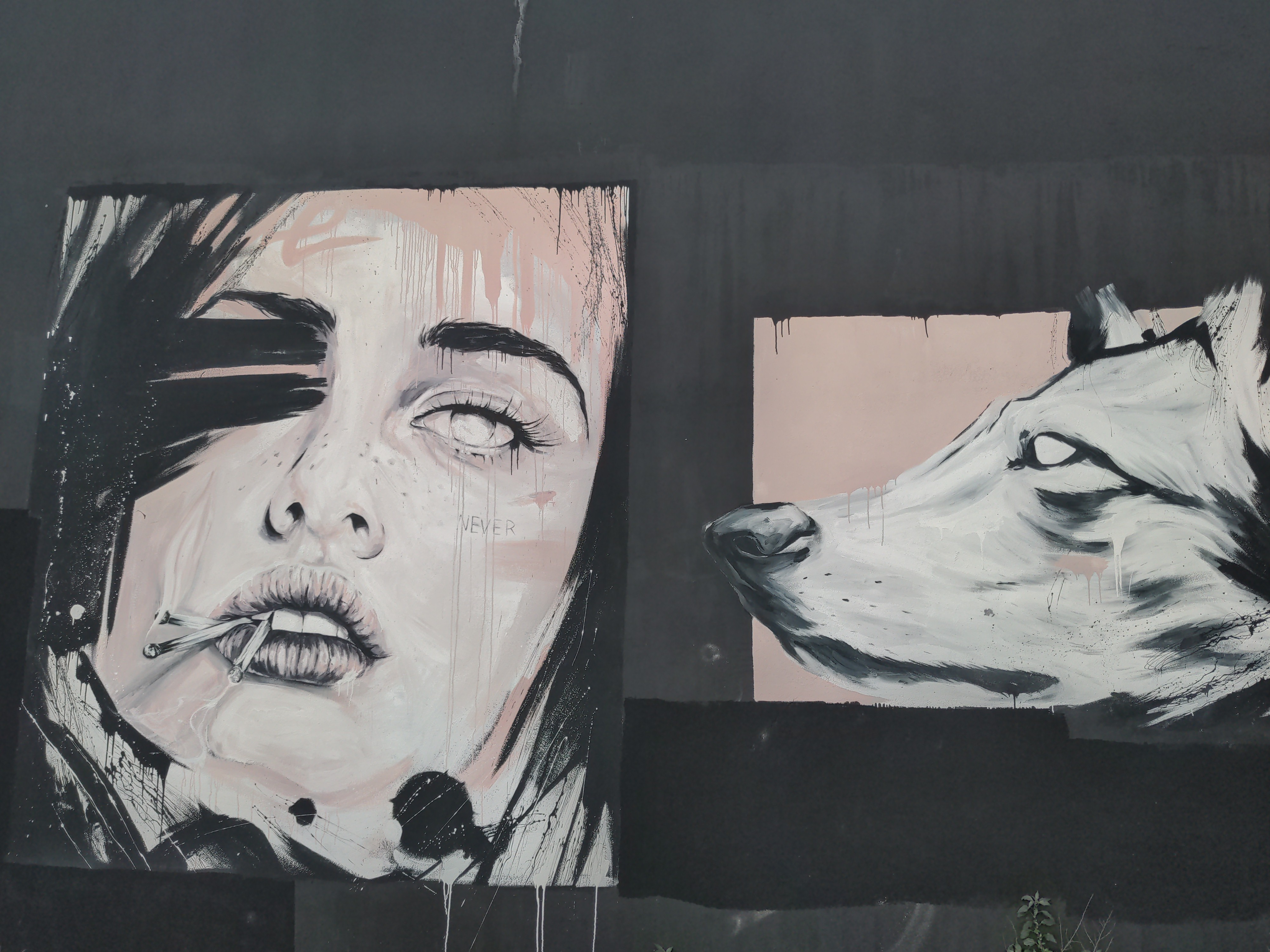
Mural pintado por Tamara Alves na estação do metro de Entrecampos, em Lisboa (2019)

## Obra
Alves está interessada na arte urbana e prefere ignorar espaços convencionais como galerias ou museus. 
Assim, escolhe apresentar o seu trabalho na rua ou em espaços públicos, utilizando suportes com características diversas, como instalações de rua, o desenho, a pintura, a cerâmica ou a tatuagem, para representar o panorama erótico de um corpo contemporâneo com esses efeitos de dilatação dos limites que o constituem. 
Tamara inspira-se também na vivência urbana e da cidade, inspiração essa que advém dos tempos em que viveu em Birmingham, Inglaterra.

## Exposições
Tem exposto o seu trabalho a solo e colectivamente: 

#### A solo
- 2020 - When the rest of the world has gone to sleep, Galeria Underdogs, Lisboa [17]
- 2012 - My Body Is A Zombie For You, Ó! Galeria, Porto
- 2012 - Cool Kids Cant Die”, Monsters Familly, Porto
- 2011 - I Can Figure You Out In A Short Glance II – O princípio dos príncipes e das princesas sem princípio, Upgrade Productions, Porto
- 2010 - I Can Figure You Out In A Short Glance, Galeria Show Me design & art, Braga [18]
- 2010 - Starving Hysterical Naked, Plano B, Porto
- 2008 - The Only Cure For Love Is…, Espaço CEPiA, Évora
- 2008 - Space is the Place, Espaço Mutantes, Porto
- 2008 - Art Show, Espaço Maria Vai Com as Outras, Porto
- 2008 - Somos Feitos Da Mesma Matéria Que Os Nossos Sonhos, Urban Gallery, Porto
- 2007 - Saturart, Galeria 6 por 3, Porto

#### Colectivas
- 2012 - Festival Walk&Talk [19]
- 2010 - Pampero Public Art [20][21]
- 2009 - Swatch MTV Playground

#### Murais
- 2013 - Mural Almada por se7e (homenagem a Almada Negreiros), Calçada da Glória, Lisboa [22][7]
- 2014 - Mural no Areeiro, Lisboa [23]
- 2014 - Wool Fest - Festival de Arte Contemporânea da Covilhã [24] [25]
- 2016 - Mural MURO, no Bairro Padre Cruz em Lisboa - Festival de Arte Urbana Lx 2016 Obra de Tamara Alves - Exposição Urban [R]evolution - Cordoaria Nacional (Lisboa), 2023[26][27]

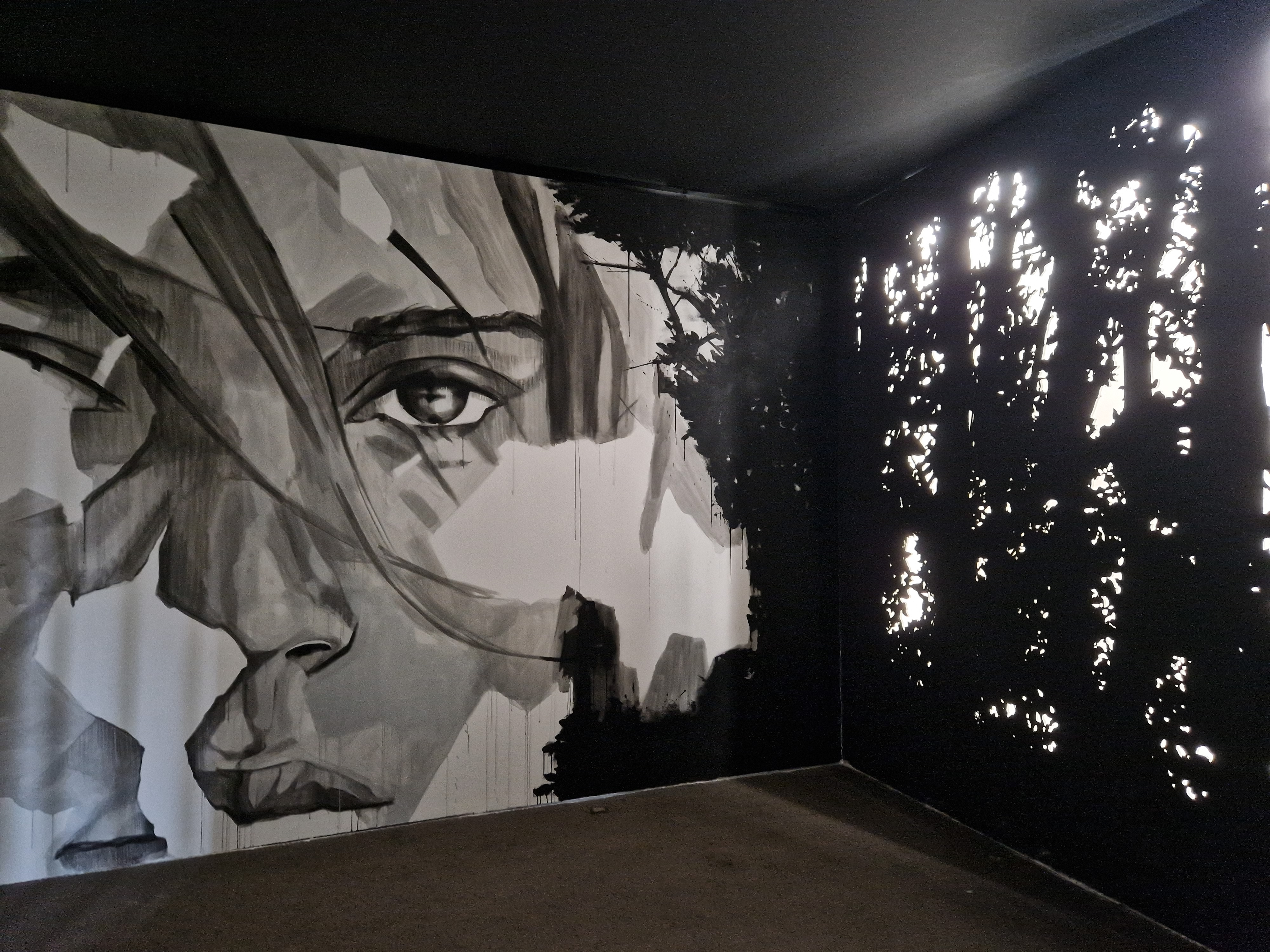
Obra de Tamara Alves - Exposição Urban [R]evolution - Cordoaria Nacional (Lisboa), 2023

- 2016 - Mural Escape into life, pintado na antiga cerca do Hospital Santo António dos Capuchos durante o Festival TODOS [28][29]
- 2017 - Mural True Love Tiger, na Quinta do Mocho, curadoria da Loures Arte Pública [30]
- 2017 - Mura Dias do Desassossego, no Cais Sodré, encomenda da Fundação José Saramago e Casa Fernando Pessoa [31][32][33][34]
- 2017 - Mural Fernando Pessoa, Café da Livraria Bertrand (Lisboa) [35][36][37]
- 2018 - Mural From Flesh To Stone, Orvieto Street Art 2018 [38]
- 2018 - Mural para o Conversas na Rua, Amadora (Portugal) [38][39]
- 2019 - Mural I’m Still Here, Aberdeen (Escócia)
- 2019 - Mural Animal, Panorâmico de Monsanto em Lisboa durante o Festival IMINENTE [30][40]
- 2019 - Mural A Lata delas, curadoria GAU (Gabinete de Arte Urbana, Lisboa) e Infraestruturas de Portugal [41][42][43]
- 2020 - Mural cujo tema são as Ninfas realizado em Figueiró dos Vinhos no Festival Fazunchar [44][45]
- 2020 - Mural no restaurante Audaz em Campo de Ourique (Lisboa) [46]

## Ligações Externas
- Site Oficial - Tamara Alves

- Documentário: Rastos da Arte Urbana em Lisboa, realiado por Glória Diógenes

- Tamara Alves.Infrequência (entrevista)

- Canal 11 - Conquista o Sonho - Street Art Episódio 8 by Tamara Alves

- Público - Uma bandeira para o Bairro da Jamaica (e para a selecção portuguesa)

- Entrevista - Arroios Informação: Mural de Tamara Alves no Festival TODOs

- "When the Rest of the World has Gone to Sleep" na Galeria Underdogs (2020)